# Campeonato Mundial de Ginástica de Trampolim de 2021
O Campeonato Mundial de Ginástica de Trampolim de 2021 foi realizado de 18 a 21 de novembro de 2021 em Baku, Azerbaijão.

## Nações participantes
- Argentina (2)
- Áustria (2)
- Azerbaijão (1)
- Bielorrússia (8)
- Bélgica (7)
- Brasil (5)
- Bulgária (3)
- Canadá (14)
- China (13)
- Colômbia (6)
- Chéquia (1)
- Dinamarca (8)
- Finlândia (2)
- França (12)
- Geórgia (1)
- Alemanha (5)
- Grã-Bretanha (23)
- Grécia (5)
- Irlanda (1)
- Israel (1)
- Itália (4)
- Japão (15)
- Cazaquistão (4)
- Países Baixos (6)
- Nova Zelândia (2)
- Portugal (22)
- RGF [a] (27)
- África do Sul (3)
- Espanha (14)
- Suécia (5)
- Turquia (3)
- Ucrânia (15)
- Estados Unidos (20)

## Medalhistas
| Evento               | Ouro | Prata | Bronze |
| -------------------- | --- | --- | --- |
| Masculino            | | | |
| Individual           | Yan Langyu (CHN) | Ryusei Nishioka (JPN) | Aleh Rabtsau (BLR) |
| Individual - Equipes | Bielorrússia · Ivan Litvinovich · Aleh Rabtsau · Andrei Builou · Aliaksei Dudarau                                                                          | Japão · Ryosuke Sakai · Hiroto Unno · Ryusei Nishioka · Ryonosuke Nomura                                                                    | RGF Mikhail Melnik Nikita Fedorenko Dmitrii Ushakov Kirill Panteleev                                                                                               |
| Sincronizado         | Bielorrússia · Andrei Builou · Aleh Rabtsau | Alemanha · Fabian Vogel · Matthias Pfleiderer                                                                                               | França · Josuah Faroux · Pierre Gouzou |
| Duplo-Mini           | Vasilii Makarskii (RGF) | Diogo Cabral (POR) | Ruben Padilla (USA) |
| Duplo-Mini - Equipes | RGF Aleksandr Odintsov Vasilii Makarskii Mikhail Zalomin Mikhail Iurev                                                                                     | Portugal · Diogo Fernandes · Diogo Cabral · Tiago Romão · André Nunes                                                                       | Espanha · David Franco · Carlos del Ser · Andrés Martínez · Santiago Brea                                                                                          |
| Tumbling             | Aleksandr Lisitsyn (RGF) | Mikhail Malkin (AZE) | Kaden Brown (USA) |
| Tumbling - Equipes   | RGF Aleksei Svetlishnikov Vadim Afanasev Aleksandr Lisitsyn Maksim Riabikov                                                                                | Grã-Bretanha · Jaydon Paddock · William Cowen · Kristof Willerton · Elliott Browne                                                          | Dinamarca · Martin Abildgaard · Magnus Lindholmer · Adam Matthiesen · Johannes Sømod                                                                               |
| Feminino             | | | |
| Individual           | Bryony Page (GBR) | Cao Yunzhu (CHN) | Iana Lebedeva (RGF) |
| Individual - Equipes | Japão · Reina Satake · Hikaru Mori · Yumi Takagi · Narumi Tamura                                                                                           | China · Fan Xinyi · Huang Yanfei · Cao Yunzhu · Lin Qianqi                                                                                  | RGF Irina Kundius Mariia Mikhailova Iana Lebedeva Anna Kornetskaya                                                                                                 |
| Sincronizado         | China · Hu Yicheng · Zhang Xinxin | Japão · Narumi Tamura · Hikaru Mori | Portugal · Catarina Nunes · Beatriz Martins |
| Duplo-Mini           | Lina Sjöberg (SWE) | Shelby Nobuhara (USA) | Melania Rodríguez (ESP) |
| Duplo-Mini - Equipes | Estados Unidos · Trinity van Natta · Shelby Nobuhara · Tristan van Natta · Lacey Jenkins                                                                   | RGF Dana Sadkova Daria Nespanova Aleksandra Bonartseva Alina Kuznetcova                                                                     | Canadá · Zoe Phaneuf · Hannah Brown · Gabriella Flynn |
| Tumbling             | Megan Kealy (GBR) | Lucie Tumoine (FRA) | Tachina Peeters (BEL) |
| Tumbling - Equipes   | França · Emilie Wambote · Lucie Tumoine · Candy Brière-Vetillard · Maëlle Dumitru-Marin                                                                    | Bélgica · Laura Vandevoorde · Louise van Regenmortel · Tachina Peeters · Sofie Rubbrecht                                                    | Grã-Bretanha · Ashleigh Owen · Megan Surman · Megan Kealy · Louisa Maher                                                                                           |
| Misto                | | | |
| Geral por equipes    | RGF Aleksandra Bonartseva Anna Kornetskaya Iana Lebedeva Aleksandr Lisitsyn Mikhail Melnik Kirill Panteleev Irina Silicheva Dmitry Ushakov Mikhail Zalomin | Estados Unidos · Maia Amano · Kaden Brown · Cody Gesuelli · Ruben Padilla · Isaac Rowley · Jessica Stevens · Tia Taylor · Tristan van Natta | Grã-Bretanha · Daniel Berridge · Louise Brownsey · William Cowen · Megan Kealy · Rhys Northover · Bryony Page · Zak Perzamanos · Corey Walkes · Bethany Williamson |

## Quadro de medalhas
*   país anfitrião (Azerbaijão)
| Pos.                | País                | Ouro | Prata | Bronze | Total |
| ------------------- | ------------------- | ---- | ----- | ------ | ----- |
| 1                   | RGF                 | 5    | 1     | 3      | 9     |
| 2                   | China               | 2    | 2     | 0      | 4     |
| 3                   | Grã-Bretanha        | 2    | 1     | 2      | 5     |
| 4                   | Bielorrússia        | 2    | 0     | 1      | 3     |
| 5                   | Japão               | 1    | 3     | 0      | 4     |
| 6                   | Estados Unidos      | 1    | 2     | 2      | 5     |
| 7                   | França              | 1    | 1     | 1      | 3     |
| 8                   | Suécia              | 1    | 0     | 0      | 1     |
| 9                   | Portugal            | 0    | 2     | 1      | 3     |
| 10                  | Bélgica             | 0    | 1     | 1      | 2     |
| 11                  | Alemanha            | 0    | 1     | 0      | 1     |
| 11                  | Azerbaijão          | 0    | 1     | 0      | 1     |
| 13                  | Espanha             | 0    | 0     | 2      | 2     |
| 14                  | Canadá              | 0    | 0     | 1      | 1     |
| 14                  | Dinamarca           | 0    | 0     | 1      | 1     |
| Total (15 entradas) | Total (15 entradas) | 15   | 15    | 15     | 45    |